# Орловська ТЕЦ
Орловська ТЕЦ — теплова електростанція на заході Росії.
В 1946 та 1948 роках на майданчику Орловської ТЕЦ запустили дві генераторні установки від General Motors потужністю 2 МВ та 6 МВт відповідно, які надійшли до СРСР ще під час війни за програмої ленд-лізу. У 1955-му додатково встановили теплофікаційну парову турбіну потужністю 12 МВт.
У 1970 та 1971 роках теплову потужність станції збільшили в багато разів за рахунок двох водогрійних котлів ПТВМ-100 продуктивністю по 100 Гкал/год.
В кінці 1970-х розпочалась докорінна модернізація ТЕЦ, яка замість старого електрогенеруючого обладнання отримала три енергоблоки, кожен з яких мав паровий котел Таганрозького котельного заводу ТГМЕ-464 продуктивністю 500 тонн пари на годину та турбіну Уральського турбінного заводу — у першому вона відносилась до типу Т-100/120-130, а у двох наступних до Т-110/120-130.
Як паливо станція використовує природний газ, який надходить до Орла по трубопроводу Шебелинка — Курськ (ще в 20 столітті був переведений на транспортування ресурсу західносибірського походження, який надходить до Курська)
Для видалення продуктів згоряння звели димар заввишки 180 метрів.
Вода для технологічних потреб надходить з річки Ока.
Видача продукції відбувається по ЛЕП, розрахованій на роботу під напругою 110 кВ.